# Quedenfeldtia
Quedenfeldtia — рід геконоподібних ящірок родини Sphaerodactylidae. Представники цього роду є ендеміками Марокко.

## Види
Рід Quedenfeldtia нараховує 2 види:
- Quedenfeldtia moerens (Chabanaud, 1916)
- Quedenfeldtia trachyblepharus (Boettger, 1873)

## Етимологія
Рід Quedenfeldtia був названий на честь німецького натураліста Макса Кведенфельдта (1851–1891).